# Парсонс (Западна Вирџинија)
Парсонс (енгл. Parsons) град је у америчкој савезној држави Западна Вирџинија.

## Демографија
По попису из 2010. године број становника је 1.485, што је 22 (1,5%) становника више него 2000. године.
| Група             | 2000.         | 2010.         |
| Белци             | 1.443 (98,6%) | 1.458 (98,2%) |
| Афроамериканци    | 0 (0,0%)      | 1 (0,1%)      |
| Азијати           | 0 (0,0%)      | 0 (0,0%)      |
| Хиспаноамериканци | 5 (0,3%)      | 12 (0,8%)     |
| Укупно            | 1.463         | 1.485         |